# William Benning Webb

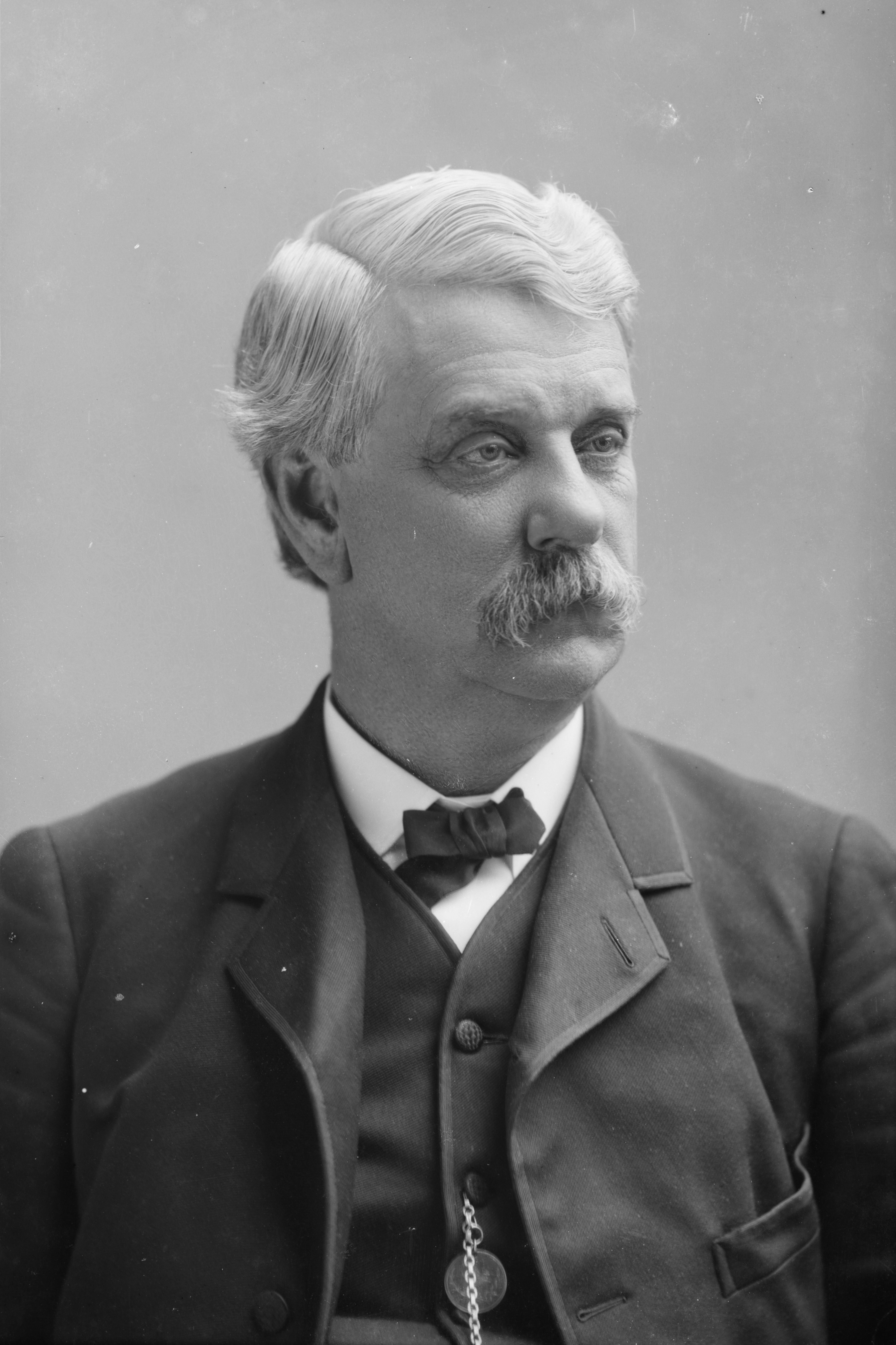
William Benning Webb

William Benning Webb (* 17. September 1825 in Washington, D.C.; † 13. März 1896 ebenda) war ein US-amerikanischer Kommunalpolitiker. Zwischen 1886 und 1889 war er als Präsident des Board of Commissioners Bürgermeister der Bundeshauptstadt Washington.

## Werdegang
William Webb absolvierte das Columbian College, die spätere George Washington University. Nach einem anschließenden Jurastudium und seiner 1857 erfolgten Zulassung als Rechtsanwalt begann er in Washington in diesem Beruf zu arbeiten. Nachdem im Jahr 1861 die Polizeistruktur der Bundeshauptstadt reformiert worden war, wurde Webb vom damaligen Bürgermeister Richard Wallach zum Polizeichef ernannt. Dieses Amt bekleidete er zwischen 1861 und 1865. In dieser Eigenschaft war er auch an der Fahndung nach dem Attentäter auf Präsident Abraham Lincoln beteiligt. Noch im Jahr 1865 gab er das Amt des Polizeichefs wieder auf, um wieder als privater Rechtsanwalt zu praktizieren.
Die politische Parteizugehörigkeit Webbs ist nicht überliefert. Im Jahr 1885 wurde er Mitglied des aus drei Personen bestehenden Gremiums Board of Commissioners, das die Stadt Washington regierte. Innerhalb dieser Gruppe wurde er im Jahr 1886 zum Vorsitzenden bestimmt. In dieser Eigenschaft übte er faktisch das Amt des Bürgermeisters aus, auch wenn dieser Titel zwischen 1871 und 1975 offiziell nicht benutzt wurde. Diesen Posten bekleidete er zwischen 1886 und 1889. Nach dem Ende seiner Zeit als Leiter des Board of Commissioners von Washington ist er nicht mehr in einem öffentlichen Amt in Erscheinung getreten. William Webb starb am 13. März 1896 in seiner Heimatstadt Washington.